# Nino Miglierina
Bartolomeo Miglierina, detto "Nino" (Brebbia, 1911 – Brebbia, 1989), è stato un giornalista, conduttore radiofonico e partigiano italiano.

## Biografia
Nato a Brebbia, fu professore di lettere presso il collegio De Filippi di Arona, poi a Gallarate e, dal 1950, alla scuola media Gian Alberto Bossi di Busto Arsizio, dove abitava dal 1939.
Fu direttore del foglio clandestino L'idea, organo della resistenza bustese che assunse diffusione provinciale dopo la liberazione. Partecipò all'attività partigiana e gli fu affidata la direzione di Radio Busto Libera, occupata dai partigiani della brigata Alfredo di Dio il 25 aprile 1945. Fu in quel giorno che dalla sala di trasmissione di Radio Busto Libera Nino Miglierina lesse il comunicato, scritto da Enrico Tosi, dell'insurrezione dei partigiani nel Nord-Italia e della caduta del Regime Fascista.
Dopo la seconda guerra mondiale si dedicò completamente al giornalismo come corrispondente de La Prealpina, della quale divenne condirettore dal 1960 al 1979. Fu direttore de La Prealpina del Lunedì e nel 1982-1983 fu presidente della Società Editrice Varesina.
A Busto Arsizio fu promotore di diverse iniziative sportive; per molti anni diresse il gruppo teatrale Vita Nuova e fu socio e consigliere di numerose realtà culturali. Nel 1951 fu tra i soci fondatori de La Famiglia Bustocca.